# 渡辺邦夫
渡辺 邦夫（わたなべ くにお　1939年 - 2021年4月9日）は、日本の構造家、建築家。

## 経歴
1939年、東京都生まれ。1963年、日本大学理工学部建築学科卒業（桜建賞
受賞）。1963年から1964年まで横山建築設計事務所に勤務。1964年からは木村俊彦構造設計事務所に移籍。1969年から構造設計集団（SDG）を主宰する。
1979年、財団法人斉藤記念賞受賞。

## 構造設計作品
- 武蔵大学キャンパス再開発（1983年 社団法人建築業協会賞）
- 鳥羽市立海の博物館
- 東京国際フォーラム[2]（1997年 社団法人日本建築構造技術者協会JSCA特別賞）
- テレビ朝日
- 横浜大桟橋旅客ターミナル（2004年 社団法人建築業協会賞）
- 東京都晴海総合高等学校（1997年 社団法人建築業協会賞）
- 幕張メッセ・北ホール（1999年 松井源吾賞、1990年 社団法人建築業協会賞・社団法人日本建築構造技術者協会賞）
- 朱鷺メッセ
- 札幌メディアパーク
- 佛山嶺南明珠體育館 - 中国広東省仏山市
- 蔚山文殊サッカー競技場 - 韓国蔚山広域市[3]

## 著書
- SPACE STRUCTURE　木村俊彦の設計理念　（2000年7月、鹿島出版会）
- 飛躍する構造デザイン（2002年9月、学芸出版社）
- 知られざるPC建築―Perfect Collection　（2004年7月、建築技術）